# Gens Clèlia
La gens Clèlia (llatí: Cloelia gens), arcaicament Cluília (llatí: Cluilia) va ser una gens romana patrícia oriünda d'Alba Longa. El primer amb càrrecs importants que va portar aquest nom va ser Quint Cleli Sícul.
Segons els antics, el seu nom derivava de Cloli (llatí: Clolius), company d'Enees. Es deia que el darrer rei d'Alba havia estat Gai Cluïli, qui va dirigir un exèrcit contra Roma en temps de Tul·lus Hostili, puix que el rei de Roma havia manifestat la seva voluntat de destruir Alba Longa i portar els seus habitants a la capital. Cluili va arribar a cinc quilòmetres de la ciutat on va acampar. Va construir una rasa per fortificar la seva posició, que després es va dir Fossa Cluilia o Fossa Cloelia. Segons la tradició, el rei va morir mentre estava acampat en aquell lloc i els albans van nomenar Meti Fufeci com a dictador, que, encara que els habitants de Fidenes van córrer per a ajudar-lo, Fufeci i l'exèrcit d'Alba van ser derrotats i els romans van destruir Alba. Tots els albans van ser conduïts a Roma.
Els Cleli van ser llavors una de les cases de nobles albans incloses al senat romà. Els praenomen usats pels membres de la gens van ser Titus, Quintus, i Publius. La branca més important de la família varen ser els Cleli Sícul.